# Radio Top FM
Top FM est une radio associative du Sud de la France, située à Bandol, et qui émet en modulation de fréquence.
Elle est gérée par l’association culturelle varoise. Sa zone de couverture s’étend, principalement dans le Var, de La Garde à La Ciotat . Elle peut aussi être écouter a Marseille et Aix-En-Provence via le DAB+. Ses programmes sont également diffusés en direct sur internet, ce qui lui permet d’être écoutée partout dans le monde. 
Top FM c’est également 2 webradios,  « Top FM Var » et « Top FM Provence ».
Sa programmation est assez généraliste et vise principalement les auditeurs de 16 à 40 ans. Des émissions thématiques en direct sont proposées en soirée, Rap, House, Dance…   animées par des animateurs bénévoles ou par un DJ confirmé.
En 2018, elle change radicalement de programmation. 
Sa programmation s'élargit en diffusant des tubes des années 1960 à aujourd'hui, en regroupant toutes les générations.
Les programmations spéciales,Rap,Rock,comme l'émission Rock Attack diffusée le jeudi soir,sont abandonnés, et mélangés au tubes des autres décennies.
Désormais IAM, Balavoine, Bigflo et Oli côtoient Patrick Bruel, Beyoncé et Jeanne Mas.
Les chanteurs, chanteuses et groupes locaux ont aussi leur place dans la playlist.
A forte vocation locale, elle informe sur les festivités, les expositions, couvre de nombreux évènements proposés par des municipalités (ex. le Téléthon), établie des partenariats avec des associations, réalise des reportages extérieurs, et invite de nombreux artistes locaux pour partager leurs dernières actualités musicales.

## Référence
1. ↑  Réception de Radio Top FM de Bandol jusqu’à La Ciotat
2. ↑  « Zone de diffusion », sur www.radiotopfm.fr (consulté le 18 août 2022)